# Croton confinis
Espèce
Croton confinis est une espèce de plantes à fleurs du genre Croton et de la famille des Euphorbiaceae présente au Brésil (Santa Catarina).